# 清水兵治
清水 兵治（しみず ひょうじ、1910年6月13日 - 1999年7月3日）は、日本の経営者。古河鉱業(現在の古河機械金属)社長、会長を務めた。富山県出身。

## 経歴
1935年に立教大学経済学部商学科を卒業し、同年に古河鉱業に入社。1961年5月に取締役に就任し、1963年11月に常務、1965年5月に専務を経て、1971年2月には社長に就任。1980年6月に会長に就任し、1981年6月までに務めた。
1971年10月に藍綬褒章を受章し、1985年4月に勲二等旭日重光章を受章。
1999年7月3日心不全のために死去。89歳没。